# Kayaniden
Die Kayaniden (auch als Kayanian, Kaianiden, Kajaniden oder Kays, gelegentlich auch Keianen und Kejanen bezeichnet, transkribiert oder geschrieben) sind eine semi-mythologische bzw. vornehmlich legendäre Dynastie der großiranischen Tradition. Generell betrachtet sind die Kayanidenkönige die Helden des Avesta, der heiligen Bücher des Zoroastrismus, und des Schāhnāme, des Nationalepos der iranischen Welt. Einige Gelehrte wie al-Bīrūnī setzten die Kayaniden mit der persischen Dynastie der Achämeniden gleich.
Das Epitheton Kai leitet sich über das mittel- und neupersische Kay(an) vom avestischen Kavi oder Kauui ab, was König und auch Dichter-Opferer oder Dichter-Priester bedeuten kann. Das Wort ist auch etymologisch mit dem avestischen Begriff des Kavaēm kharēno („Göttlich königlicher Glanz“), welches die kayanidischen Könige gehabt haben sollen, verwandt. Die Kiani-Krone war die Manifestation dieses Glaubens.

## In den Schriften
Ein erster Hinweis der großen Legenden der kayanidischen Könige findet sich in den Yaschts des Avesta, wo die Dynastie den Göttern Opfer darbringt, um so ihre Unterstützung und Stärke für ihren immer währenden Kampf gegen ihre Feinde, die Anaryas, manchmal auch als Turanier bezeichnet, zu erlangen.
In dem Yascht 5, 9, 25 und 17; 45-46 üben Haosravah, der später als Kai Chosrau bekannt wird, zusammen mit Zarathustra und Jamasp, dem Premier des Schutzherrn Zarathustras Wischtaspa in Airyanem Vaejah den Gottesdienst aus. Über König Haosravah wird gesagt, dass er die verschiedenen arischen Stämme zu einer Nation vereinigte (Yascht 5, 49; 9, 21; 15, 32; 17, 41).

## In Tradition und Dichtung
Der Sassanidenkönig Chosrau II. Parwez (590-628) befahl eine Sammlung der Legenden rund um die Kayaniden. Das Ergebnis war das Khwaday-Namag, „Das Buch der Herren“, eine lange Historiographie Irans von dem uranfänglichen Gayomarth bis zur Herrschaft Chosraus II. mit Ereignissen, die nach der Abfolge der fünfzig Herrscher angeordnet sind.
Nach dem Zusammenbruch des sassanidischen Reiches und dem Aufstieg des Islams gerieten die Legenden der Kayaniden zunehmend in Vergessenheit, bis die Samaniden die iranische Kultur wieder belebten. Zusammen mit den Informationen des Avesta diente das Khwaday-Namag als Grundlage für andere epische Prosasammlungen wie die des Abu Mansur Abd al-Razzaq, die aber verschollen sind. Die Wiederbelebung führte auch zum Wiederaufleben zoroastrischer Literatur, wie zum Beispiel des Werks Denkard (Akte der Religion), das im Buch 7, 1 auch eine Geschichte der Kayaniden enthält. Das bekannteste Werk dieser Art war Firdausis Schāhnāme, das komplett in Versen verfasst ist.

## Einige Herrscher und Prinzen der Kayaniden
- Kai Kobad
- Kai Kawus
- Kai Chosrau
- Lohrāsp
- Goštāsp
- Esfandiyar
- Bahman (letzter Kayanide[1])
- Kai Darab
- Siyawasch (legendär)